# Atlantic City Boardwalk Bullies
Atlantic City Boardwalk Bullies var ett amerikanskt professionellt ishockeylag som spelade i den amerikanska ishockeyligan East Coast Hockey League/ECHL mellan 2001 och 2005. Laget hade sitt ursprung från Birmingham Bulls som spelade i East Coast Hockey League mellan 1992 och 2001. 2005 blev Boardwalk Bullies uppköpta och flyttades till Stockton i Kalifornien, för att vara Stockton Thunder. De spelade sina hemmamatcher i inomhusarenan Boardwalk Hall, som hade en publikkapacitet på 10 500 åskådare vid ishockeyarrangemang, i Atlantic City i New Jersey. Laget hade samarbete med New York Islanders i NHL och Bridgeport Sound Tigers i AHL under den sista säsongen. De vann en Kelly Cup, som är trofén till det lag som vinner ECHL:s slutspel, för säsongen 2002–2003.
Spelare som spelade för dem var bland andra Geoff Platt.